# Medicine Lake (Minnesota)
Pour les articles homonymes, voir Medicine Lake.
Medicine Lake est une ville des États-Unis située dans le Comté de Hennepin et l'État du Minnesota. Elle compte 371 habitants au recensement de 2010. Elle se situe sur une péninsule du lac d'après lequel elle a été nommée et est complètement entourée par la ville de Plymouth.